# 勞勒 (伊利諾伊州)
勞勒（英語：Lawler）是位於美國伊利諾伊州加拉廷縣的一個非建制地區。該地的面積和人口皆未知。

## 地理
勞勒的座標為37°43′41″N 88°17′09″W / 37.72806°N 88.28583°W，而該地的平均海拔高度為112米（即367英尺）。